# Medal of Honor: Airborne
Medal of Honor: Airborne ist ein Ego-Shooter-Computerspiel, das von EA Los Angeles entwickelt wurde und von Electronic Arts im September 2007 für Microsoft Windows und Xbox 360 veröffentlicht wurde. Im November 2007 erschien eine Fassung für PlayStation 3. Eine Portierung für Xbox, Wii und PlayStation 2 wurde angekündigt, aber zu Gunsten von Medal of Honor: Vanguard eingestellt.
Es ist das elfte Spiel innerhalb der Computerspielreihe Medal of Honor. 2009 erschien es erneut in der Computerspielesammlung Medal of Honor - 10th Anniversary mit Medal of Honor: Allied Assault sowie Medal of Honor: Pacific Assault. Zudem wurde es auf Steam, GOG.com und dem Xbox Live Arcade digital wiederveröffentlicht.
Das Spiel ist im europäischen Schauplatz des Zweiten Weltkrieges angesiedelt. In der Kampagne wird der Spieler in die Rolle der Luftlandetruppen der 82nd Airborne Division versetzt. Im Mehrspielermodus ist es auch möglich, die verteidigende Wehrmacht zu spielen.

## Zensur
In der deutschen Fassung wurde alle Hakenkreuze entfernt oder gegen ein Balkenkreuz ersetzt. Auch Totenkopf-Symbole wurden von Uniformen sowie SS-Runen von Buchrücken entfernt. Das Wort Nazi wurde aus allen Dialogen entfernt.

## Entwicklung
Die Entwickler von Medal of Honor: Airborne setzten auf die Unreal Engine 3. Der Soundtrack wurde von Michael Giacchino komponiert.
Mit Patch 1.1 wurde ein dedizierter Server nachgereicht. Der dazu kompatible dedizierte Server für Linux wurde von Ryan C. Gordon erstellt. Für Patch 1.2 wurden weitere Karten nachgeliefert und die Begrenzung der Spielerzahl im Mehrspielermodus aufgehoben. Fans veröffentlichten einen Computerspiel-Remaster als Medal of Honor: Airborne Redux, der Zensuren rückgängig macht und die Spielbalance ändert.

## Rezeption
Jan Höllger von Gameswelt urteilte, dass das Szenario verbraucht sei auch wenn mit Fallschirmsprüngen ein innovatives Spielelement dazu komme, das sich jedoch nur geringfügig auswirke. Der Umfang sei gering. Sasan Abdi von ComputerBase bezeichnete die Länge des Einzelspielermodus als unverschämt. Es gäbe Defizite bei der Atmosphäre und die Computergegner agieren schwach. Dennoch sei die für das Genre wichtige Grafik gut gelungen. Die teils nicht-lineare Missionsgestaltung hob er ebenfalls positiv hervor. Tim-Oliver Siegwart und Carlos Carvalho von DLH.Net missfiel, dass ein LAN-Modus fehle. Es spiele sich sehr ähnlich wie der Vorgänger. Thomas Weiß von PC Games bemerkte, dass sich die Entwickler an bewährten Spielprinzipien orientiere. Ihm missfiel jedoch, dass das Spiel teils parodistische Züge aufweise und die Wehrmacht lächerlich überzeichne, anstatt die Grausamkeiten des Krieges darzustellen. Sein Kollege Ansgar Steidle vermisste eine durchgängige Geschichte. Das Verbessern der Waffen hingegen sei motivierend. Harald Fränkel von PC Action gefiel die Grafik. Für ihn war der fehlende Tiefgang kein Abstrich. Hingegen kritisierte er aufgrund des Umfangs der Kampagne das Preis-Leistungs-Verhältnis. Oliver Ehrle von M! Games gefielen die Freiheitsgrade mit denen der Spieler durch das Schlachtfeld navigiere. Er empfand die Computergegner als clever.